# Commentaires (Blaise de Monluc)
Pour les articles homonymes, voir Commentaires.
Les Commentaires de Blaise de Monluc sont les Mémoires du chef des armées catholiques pour le sud-ouest de la France, depuis le début de sa carrière militaire dans les campagnes d'Italie jusqu'aux guerres de Religion. Ces mémoires couvrent donc une vaste période, de l'année 1521 jusqu'en 1576. Le titre complet de l'œuvre est : Commentaires de messire Blaise de Monluc, maréchal de France, où sont décrits tous les combats, rencontres, escarmouches, batailles, sièges, assauts, escalades, prises ou surprises de villes places fortes : défenses des assaillies assiégées…; texte publié en 1592, après la mort de l'auteur (1502 ?-1577).

## Origine et édition
On admet comme point de départ à la démarche de Blaise de Monluc la longue lettre écrite en novembre 1570 à Charles IX dans laquelle le lieutenant du roi justifie son action en Guyenne au temps des guerres de religion. Un autre texte de 1573, "Discours au roi sur le fait de la paix" qui défend une ligne de tolérance religieuse, montre également les préoccupations de l'homme de guerre fortement impliqué dans le contexte de son époque.
Envisageant une postérité plus grande, Monluc reprend alors le "discours de sa vie" dicté avant 1571 et l'améliore jusqu'à sa mort en 1577, très probablement avec l'aide de son frère cadet Jean, évêque de Valence, esprit fin et cultivé. Certainement aussi avec d'autres aides mais qui nous sont inconnus. Le premier jet du texte, qui était assez brut, y gagne une certaine qualité littéraire et un style plus vivant. 

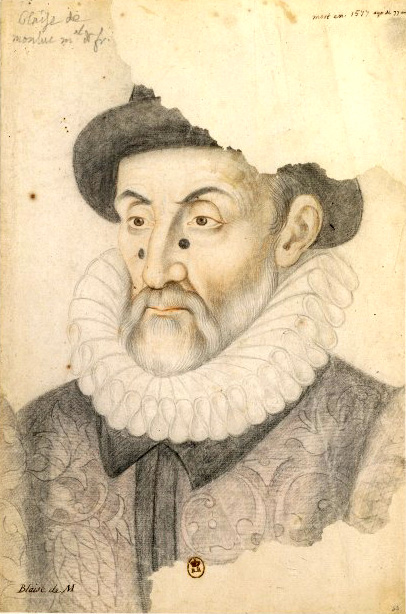
Blaise de Monluc.

La première impression a lieu en 1592 avec un texte très remanié par son éditeur et cette version est rééditée jusqu'au milieu du XIXe siècle avant que paraisse en 1864-1867 l'édition plus scientifique due au baron de Ruble.
En 1964 sort dans la collection La Pléiade une édition critique soignée et riche de notes par Paul Courteault (1867 - 1950). Jean Giono a écrit une intéressante Préface pour cette édition.

## Présentation
Dans ses mémoires, Blaise de Monluc associe récit et commentaires.
La partie « récit » se cantonne à sa vie de soldat en donnant des précisions sur les préparatifs militaires, les stratégies et les combats. Monluc fait la relation chronologique de ces exploits guerriers au service de son roi pendant plus de 50 ans de 1521 à 1576. Les descriptions des opérations militaires effectuées par Monluc sont faites de façon très précise et représentent de nos jours pour les historiens un inégalable répertoire des techniques de combat et de l'armement du XVIe siècle. Si dans la description de l'action, Blaise de Monluc conserve une excellente mémoire, il est moins heureux dans son maniement de la chronologie où un certain nombre d'erreurs est à relever.
- On le suit de campagne en campagne au gré des options de politique étrangère de la couronne de France comme dans le duché de Milan (Pavie - bataille de Cérisoles…) ou contre les Espagnols.

- Les dernières décennies de sa vie coïncident avec les différentes phases des guerres de religion surtout dans le sud-ouest de la France où nous accompagnons le chef des armées catholiques dans ses multiples sièges et massacres des villes protestantes (Toulouse, Bordeaux, Lectoure, Vergt, La Rochelle, Montauban, Nérac, Rabastens où il est gravement blessé d'une arquebusade au visage, etc.). Bien évidemment on rencontre aussi les hommes du temps, essentiellement des gens de guerre mais aussi des représentants notables du monde politique comme les rois et les princes (Charles IX - le futur Henri III…).

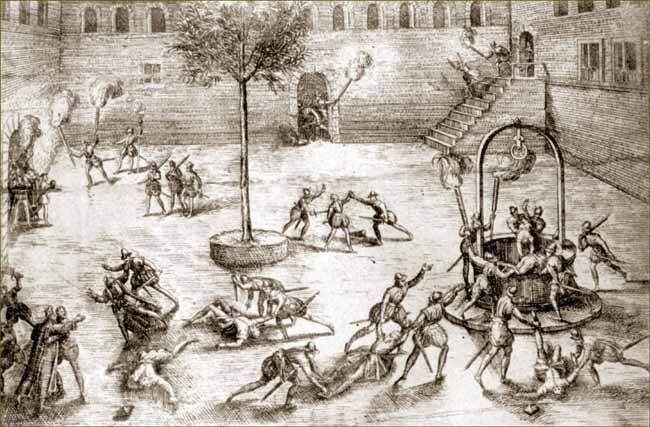
La Michelade.

- Avec ses Remontrance aux capitaines de gens de pied qui ouvrent le Livre Premier, Monluc expose les raisons qui ont conduit à la rédaction de ces Commentaires et il y reviendra régulièrement tout au long de l'œuvre. Il insiste sur sa raison principale : instruire les chefs de guerre par son exemple et par ses commentaires de technicien de la chose militaire, en précisant (par humilité ou prudence) que « ce n'est pas un livre pour les gens de savoir, ils ont assez d'historiens ».

- Son second désir est de « faire connaître son nom » car il est fier de son « honneur et de sa réputation » et il revient souvent sur son parcours social exemplaire : le fils de gentilhomme pauvre a atteint les premières charges du royaume en devenant lieutenant général du roi et tardivement maréchal de France (p. 157). Il évoque aussi le souci de sa gloire posthume en se référant à l'exemple de César et en se plaçant dans la lignée des grands héros de guerre qu'ils soient historiques comme Marc Antoine (p. 824) ou littéraires comme Amadis ou Lancelot (p. 833). Une phrase résume cette ambition : « C'est mourir en bête de ne laisser nulle mémoire après soi » (p.832).

- Une autre motivation, moins explicite mais souvent présente, est la justification de ses actes face à certains reproches, principalement lors des guerres de religion. Son axe de défense est qu'il a servi son roi et Dieu.

## Analyse et commentaires
- Monluc insiste constamment les valeurs de l'homme d'épée dont il se veut l'exemple brillant.

- Il met en avant les qualités morales de l'officier qui doit éliminer les vices de sa vie comme le vin ou le jeu et cultiver une relation saine avec l'argent : il doit être généreux avec ses hommes et ne pas combattre par intérêt matériel mais pour son roi et son Dieu. Ce que résume sa devise "deo duce, ferro comite" (p. 822).

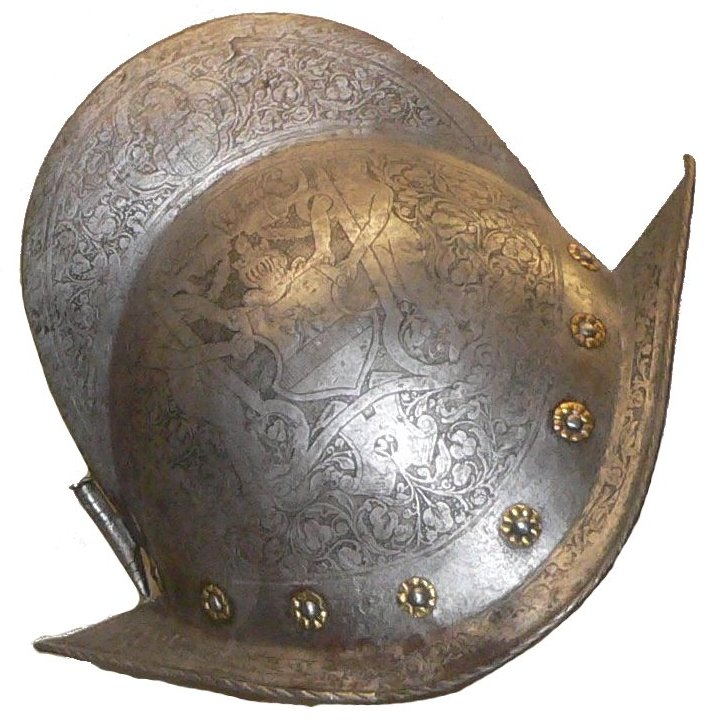
Un morion.

- L'homme de guerre doit aussi être obéissant, loyal et d'un courage à toute épreuve : en bon Gascon, Montluc considère que les cicatrices sont les glorieuses preuves de cet engagement physique dans les combats. Il met cependant en garde contre la témérité du chef qui en exposant sa vie peut nuire à son camp en le privant de son chef. 
- Monluc se présente comme un chef de guerre efficace, impitoyable par stratégie mais pas par nature : il est peut-être coupable mais pas responsable comme il l'expose p. 822 et ce que résument certaines phrases comme : « les péchés que j'ai commis, ou plutôt que la guerre m'a fait commettre », « je voulais faire mettre tout au fil de l'épée, m'assurant que cela donnerait une si grand peur à tout le demeurant du pays de Béarn qu'il n'y aurait aucune place qui y osât attendre le siège » (p. 768) ou encore « Croyez, sire, croyez qu'avec cette douceur vous ne viendrez jamais à bout de ces gens-là » (p.657).

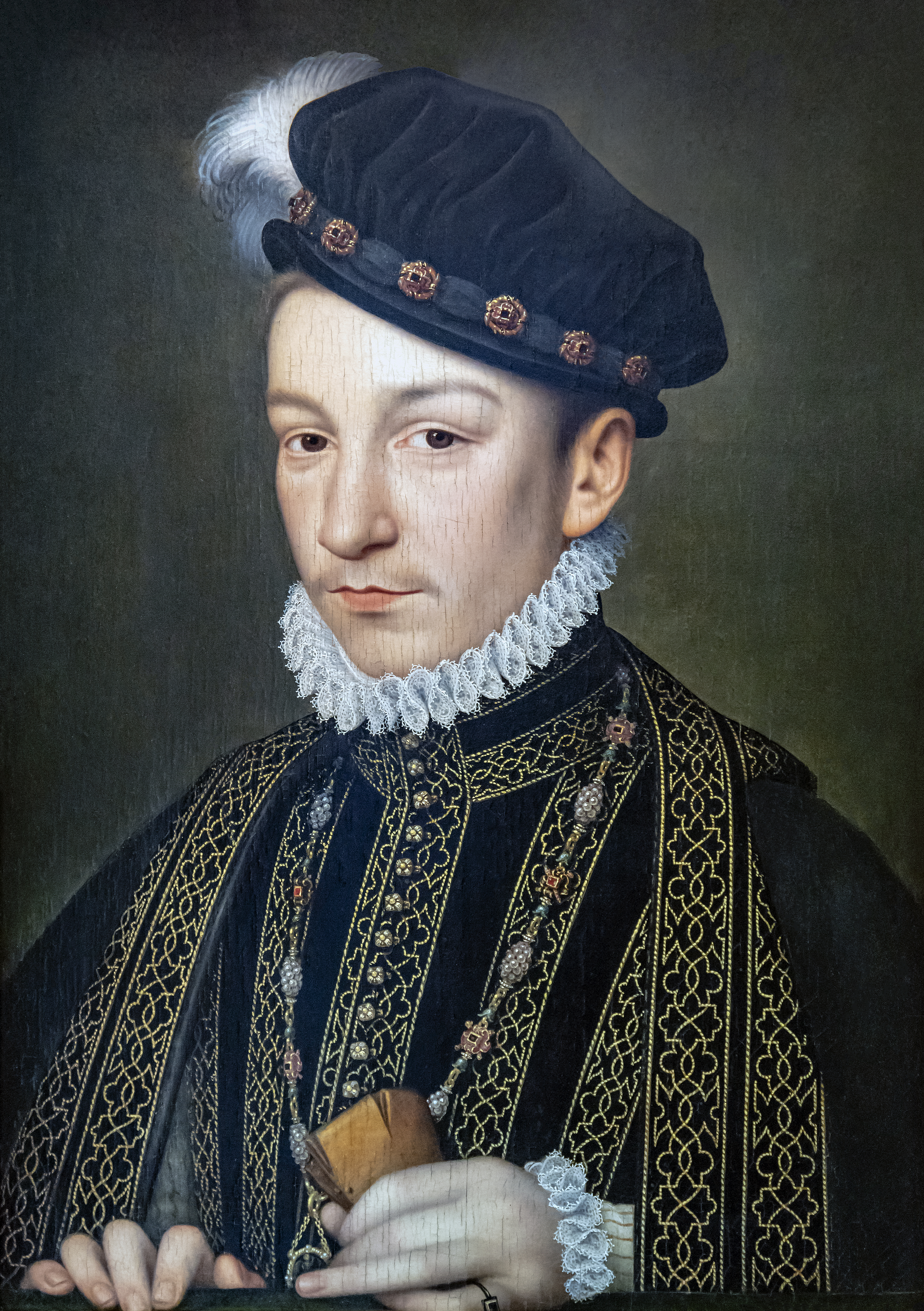
Le roi Charles IX.

- Il se mêle aussi de politique en adressant des conseils au roi. Il s'agit évidemment d'un plaidoyer pour lui-même qui affiche sa fidélité au roi et au parti catholique en commentant favorablement la Saint-Barthélemy à laquelle il n'a pourtant pas participé (p. 832 et 835).

Le bon roi est celui qui s'implique très personnellement dans les actes de pouvoir en choisissant avec discernement des hommes qui ont fait leurs preuves et qui veille à ne pas créer des pouvoirs qui nuiraient au sien et pour cela il doit multiplier les délégations de pouvoir au lieu de les concentrer. Bien sûr, le roi doit récompenser et honorer les gens de valeur qui l'ont servi loyalement et efficacement, et d'abord à la guerre : Montluc prend en effet la défense de la noblesse d'épée qui doit l'emporter sur les gens de robe et les parlementaires (p. 685).
- L'ouvrage s'achève enfin par une considération chrétienne (alors que cette donnée est peu présente en dehors de formules toutes faites) sur la condition humaine. Quelques expressions expriment cette philosophie : « De Dieu seul procède l'heur et le mal-heur des hommes », « Il n'y roi ni prince qui en soit exempt » (p 833).

- Le goût de la culture qui est une des marques du XVIe siècle transparaît ici et là avec des formules comme « Et (je) crois qu'un homme qui a lu et retenu est plus capable d'exécuter de belles entreprises qu'un autre » p.654. Et même si sa formation dans ce domaine est limitée, on perçoit aussi le désir d'atteindre une certaine qualité d'expression qui va bien au-delà du simple compte-rendu de campagnes militaires pour des hommes de guerre.

## Prolongements
Les Commentaires de Monluc relèvent bien du genre traditionnel des Mémoires où l’auteur-narrateur raconte sa vie dans un récit rétrospectif en étant davantage tourné vers le siècle que vers lui-même. L'œuvre est devenue une mine d'informations sur les guerres du XVIe siècle pour les historiens mais la littérature peut aussi y reconnaître l'expression personnelle d'un auteur qui se confie partiellement en utilisant de façon heureuse la langue.
Nous ne sommes parfois pas si loin de Montaigne et nous reconnaissons une famille dans laquelle s'inscrivent aussi, entre autres, le cardinal de Retz ou le duc de Saint-Simon. Et peut-être aussi certains héros de Corneille.

## Citations
- « Les autres querelles se pacifient aisément, mais celle de la religion a longue suite ; et, encore que les gens de guerre ne soient pas fort religieux, ils prennent parti, et étant engagés, ils suivent puis après ». (p. 629).

- « Mon fils Fabien fut blessé d'une arquebusade, de laquelle il mourut. Encore qu'il fut mon fils, je puis dire qu'il était bien né et valeureux. Celui me cuida accabler d'ennui ; mais Dieu me donna le courage de le porter, non pas comme je le devais, mais comme je peux ». (p.837)

## Source
- Blaise de Monluc, Commentaires de messire Blaise de Monluc, mareschal de France, Bordeaux, Simon Millanges, 1592, 276 p. (lire en ligne sur Gallica).
- Blaise de Monluc, Commentaires (1521-1576), édition de Paul Courteault, Gallimard, Bibliothèque de la Pléiade, Paris, 1964 (les pages renvoient à cette édition).Présentation en ligne de l'édition en trois volumes de Paul Courteault, parue aux éditions Picard (1911-1925) : présentation en ligne, présentation en ligne, présentation en ligne.